# Cá cóc bướu đuôi đỏ
Cá cóc bướu đuôi đỏ, tên khoa học Tylototriton kweichowensis, là một loài kỳ giông thuộc họ Salamandridae. Chúng là loài đặc hữu của Trung Quốc.
Môi trường sống tự nhiên của chúng là vùng cây bụi ôn đới, vùng đồng cỏ ôn đới, đầm nước ngọt, đầm nước ngọt có nước theo mùa, và ao. Chúng hiện đang bị đe dọa vì mất môi trường sống.